# Предельная звёздная величина
Преде́льная звёздная величина́ (обозначаемая как Lm, от англ. Limiting magnitude) — наибольшая звёздная величина небесного объекта (соответствующая наиболее тусклым видимым объектам), доступная наблюдениям невооружённым глазом или с использованием того или иного оптического инструмента. Понятие используется в наблюдательной (в том числе любительской) астрономии для оценки состояния неба и условий наблюдений, а также является одной из характеристик телескопов и прочих оптических астрономических инструментов.

## В наблюдательной астрономии

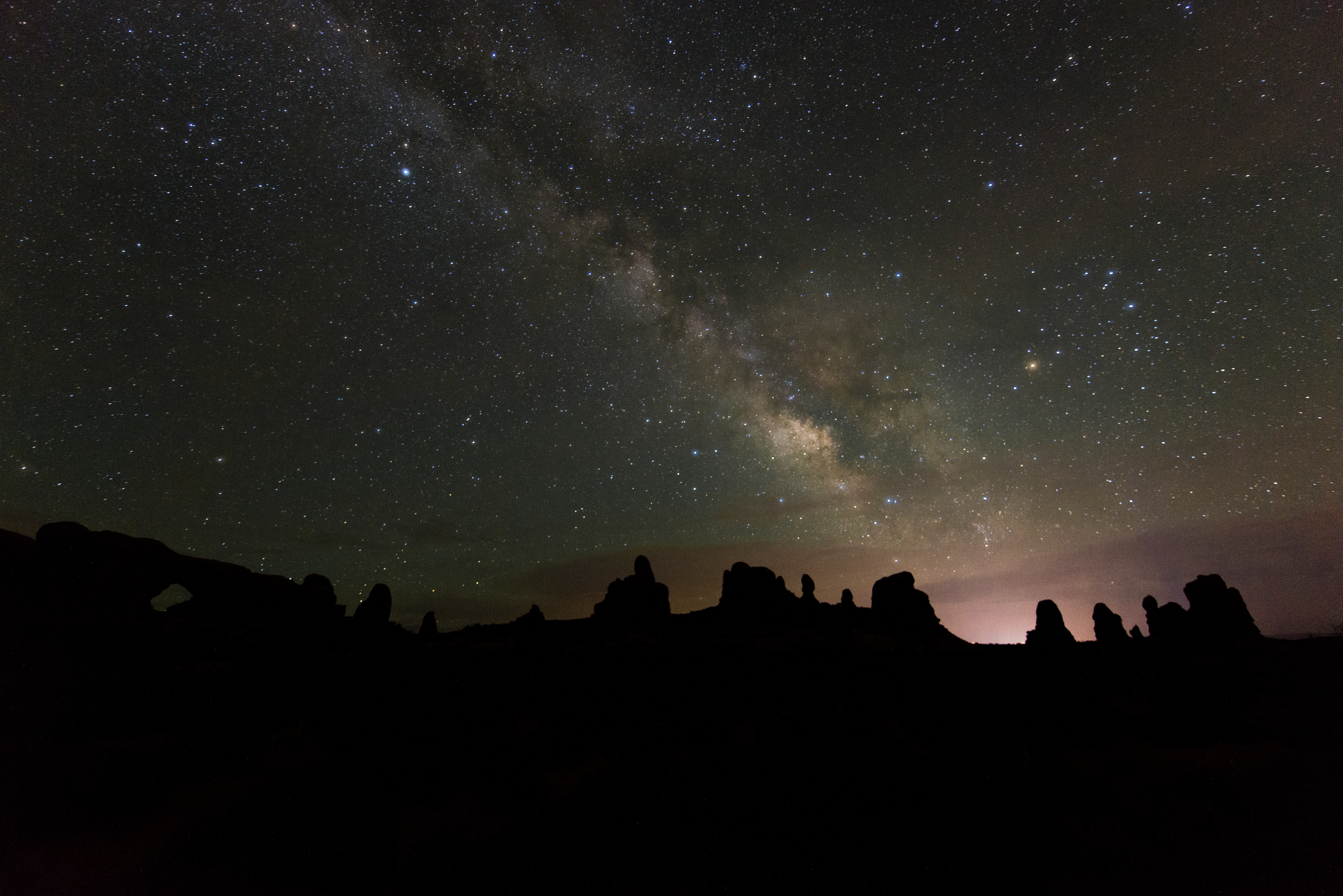
Звёздное небо

В среднем, при идеальных условиях наблюдения (чистое небо, отсутствие засветки) невооружённому глазу доступны объекты со звёздной величиной до 6m (звёздные величины тем больше, чем наблюдаемый объект менее ярок). Однако такие факторы, как астроклимат, искусственная (городская) или естественная (например, от Луны в её крупной фазе) засветка, неоптимальное состояние атмосферы, большая влажность, делают наблюдение слабых светил невозможным; поэтому в реальности почти всегда количество наблюдаемых звёзд и других астрономических феноменов (таких, как метеоры) оказывается меньшим, чем теоретически ожидаемое.
Предельная звёздная величина характеризует, насколько слабые небесные объекты доступны обозрению при данном наблюдении. Чем этот показатель больше, тем более слабые объекты возможно наблюдать. Предельная звёздная величина является, таким образом, относительно простым «интегральным» показателем, характеризующим условия наблюдения за звёздным небом, в связи с чем она нередко указывается в астрономических отчётах (например, указание «Lm~4,5» означает, что во время наблюдения были видны лишь объекты со звёздной величиной около 4,5 и ярче). Следует, однако, заметить, что предельная звёздная величина в данном случае является субъективным показателем, так как зависит ещё и от остроты зрения наблюдателя, его опытности и т. п..
Приблизительную оценку предельной звёздной величины при любительских наблюдениях можно осуществить, отмечая наиболее слабые видимые звёзды и уточняя их звёздную величину по справочным источникам. Для более точной оценки применяется подсчёт количества видимых звёзд в пределах стандартизированных областей неба (их границами являются линии между приметными звёздами): количеству увиденных звёзд ставится в соответствие соответствующая предельная звёздная величина. Как можно более точное определение предельной звёздной величины при визуальных наблюдениях крайне желательно, например, при наблюдениях метеоров для последующего анализа активности метеорных потоков.
При прочих равных условиях предельная звёздная величина возрастает (количество наблюдаемых объектов становится больше) при наблюдениях вдали от городской засветки, при повышении высоты наблюдателя над уровнем моря, а также при наблюдениях в сухую погоду или в сухом климате.

## Характеристика наблюдательных инструментов
Использование телескопов делает возможным наблюдение менее ярких объектов, чем видимые невооружённым глазом. Предельная звёздная величина объектов, доступных наблюдениям в телескоп, чаще обозначается как проницающая сила и является его важной характеристикой. Она обычно приводится в технических спецификациях или же может быть рассчитана по ряду формул.